# Austrogammarus australis
Austrogammarus australis é uma espécie de anfípode da família Paramelitidae; endémica da Austrália.